# Almáskamarás
Almáskamarás es un pueblo ubicado en el distrito de Mezőkovácsháza, condado de Békés, Hungría.

## Superficie
Posee una superficie de 14,71 kilómetros cuadrados.

## Demografía
Hasta 2022 la población era de 712 habitantes, con una densidad de población de 48,40 habitantes por kilómetro cuadrado.